# Cassipourea
Genre
Cassipourea est un genre de plantes à fleurs de la famille des Rhizophoraceae. 

## Liste des espèces et sous-genres
Selon BioLib (24 juillet 2017) :
- sous-genre Cassipourea subgen. Cassipourea
  - Cassipourea afzelii (Oliv.) Alston
  - Cassipourea eketensis Baker f.
  - Cassipourea guianensis Aubl.
  - Cassipourea plumosa (Oliv.) Alston
- sous-genre Cassipourea subgen. Dactylopetalum (Benth.) Alston
  - Cassipourea barteri (Hook.f. ex Oliv.) Engl. & Brehmer
  - Cassipourea gummiflua Tul.
  - Cassipourea nialatou Aubre'v. & Pellegr
- sous-genre Cassipourea subgen. Dinklageoweihea (Engl.) Floret
  - Cassipourea dinklagei (Engl.) Alston
- sous-genre Cassipourea subgen. Lasiopetalum Alston
  - Cassipourea firestoneana Hutch. & Dalzell ex Cooper & Record
  - Cassipourea hiotou Aubrév. & Pellegr.
  - Cassipourea korupensis Kenfack & Sainge
  - Cassipourea ndambiana Breteler
  - Cassipourea schizocalyx C.H.Wright.
- sous-genre Cassipourea subgen. Pumiloweihea Floret
  - Cassipourea pumila Floret
- sous-genre Cassipourea subgen. Weihea (Spreng.) Alston
  - Cassipourea alternifolia Breteler
  - Cassipourea carringtoniana Mendes
  - Cassipourea congoensis DC.
  - Cassipourea leptoneura Floret
  - Cassipourea mollis (R. E. Fr.) Alston
  - Cassipourea ndando J. Léonard ex Floret
  - Cassipourea ruwensorensis (Engl.) Alston
- sous-genre Cassipourea subgen. Zenkeroweihea (Engl.) Floret
  - Cassipourea letestui Pellegr.
  - Cassipourea nana Breteler
  - Cassipourea zenkeri (Engl.) Alston

Selon BioLib (24 juillet 2017) :
- Cassipourea afzelii (Oliv.) Alston
- Cassipourea alternifolia Breteler
- Cassipourea barteri (Hook.f. ex Oliv.) Engl. & Brehmer
- Cassipourea carringtoniana Mendes
- Cassipourea congoensis DC.
- Cassipourea dinklagei (Engl.) Alston
- Cassipourea eketensis Baker f.
- Cassipourea firestoneana Hutch. & Dalzell ex Cooper & Record
- Cassipourea guianensis Aubl.
- Cassipourea gummiflua Tul.
- Cassipourea hiotou Aubrév. & Pellegr.
- Cassipourea korupensis Kenfack & Sainge
- Cassipourea leptoneura Floret
- Cassipourea letestui Pellegr.
- Cassipourea mollis (R. E. Fr.) Alston
- Cassipourea nana Breteler
- Cassipourea ndambiana Breteler
- Cassipourea ndando J. Léonard ex Floret
- Cassipourea nialatou Aubre'v. & Pellegr
- Cassipourea plumosa (Oliv.) Alston
- Cassipourea pumila Floret
- Cassipourea ruwensorensis (Engl.) Alston
- Cassipourea schizocalyx C.H.Wright.
- Cassipourea zenkeri (Engl.) Alston

Selon Catalogue of Life (24 juillet 2017) :
- Cassipourea acuminata Liben
- Cassipourea adamauensis Jacques-Felix apud Pellegr.
- Cassipourea adamii Jacques-Felix
- Cassipourea afzelii (Oliv.) Alston
- Cassipourea alternifolia Breteler
- Cassipourea annobonensis Mildbr.
- Cassipourea atanganae Kenfack
- Cassipourea barteri (Hook. fil.) N. E. Br.
- Cassipourea brittoniana Fawcett & Rendle
- Cassipourea calimensis Cuatrec.
- Cassipourea carringtoniana Mendes
- Cassipourea celastroides Alston
- Cassipourea ceylanica (Gardn.) Alston
- Cassipourea congoensis R. Br. ex DC.
- Cassipourea delphinensis Capuron
- Cassipourea dinklagei (Engl.) Alston
- Cassipourea eketensis E. G. Baker
- Cassipourea ellipticifolia (Arenes) Capuron
- Cassipourea euryoides Alston
- Cassipourea evrardii J.J. Floret
- Cassipourea fanshawei A.R. Torre & A.E. Goncalves
- Cassipourea firestoneana Hutch. & Dalz. ex G.P. Cooper & Record
- Cassipourea flanaganii (Schinz) Alston
- Cassipourea floribunda Cuatrec.
- Cassipourea gerrardii (Schinz) Alston
- Cassipourea glomerata Alston
- Cassipourea gossweileri Exell
- Cassipourea guianensis Aubl.
- Cassipourea gummiflua Tul.
- Cassipourea hiotou Aubrev. & Pellegr.
- Cassipourea huillensis (Engl.) Alston
- Cassipourea killipii Cuatrec.
- Cassipourea korupensis Kenfack & Sainge
- Cassipourea lanceolata Tul.
- Cassipourea lasiocalyx Alston
- Cassipourea le-testui Pellegr.
- Cassipourea leptoclada Tul.
- Cassipourea leptoneura J.-J. Floret
- Cassipourea lescotiana J.-G. Adam
- Cassipourea madagascariensis (Poir.) DC.
- Cassipourea malosana (Bak.) Alston
- Cassipourea microphylla Tul.
- Cassipourea mossambicensis (Brehmer) Alston
- Cassipourea myriocarpa Tul.
- Cassipourea nana Breteler
- Cassipourea ndambiana Breteler
- Cassipourea ndando J. Léonard ex J.-J. Floret
- Cassipourea nialatou Aubrev. & Pellegr.
- Cassipourea obtusa Urb.
- Cassipourea ovata Tul.
- Cassipourea paludosa Hutch. & Dalz. ex Jacques-Felix
- Cassipourea peruviana Alston
- Cassipourea phoeotricha Tul.
- Cassipourea plumosa (Oliv.) Alston
- Cassipourea pumila Floret
- Cassipourea rotundifolia (Engl.) Alston
- Cassipourea ruwensorensis (Engl.) Alston
- Cassipourea schizocalyx N. E. Br.
- Cassipourea spruceana Benth.
- Cassipourea subcordata Britton
- Cassipourea subsessilis Britton
- Cassipourea swaziensis Compton
- Cassipourea thomassettii (Hemsl.) Alston
- Cassipourea trichosticha Alston
- Cassipourea vilhenae Cavaco
- Cassipourea zenkeri (Engl.) Alston

Selon GRIN (24 juillet 2017) :
- Cassipourea guianensis Aubl.

Selon ITIS (24 juillet 2017) :
- Cassipourea guianensis Aubl.

Selon NCBI (24 juillet 2017) :
- Cassipourea ceylanica
- Cassipourea elliptica
- Cassipourea guianensis
- Cassipourea gummiflua
  - variété Cassipourea gummiflua var. verticillata
- Cassipourea lanceolata
- Cassipourea malosana
- Cassipourea rotundifolia
- Cassipourea sericea

Selon The Plant List (24 juillet 2017) :
- Cassipourea acuminata Liben
- Cassipourea adamauensis Jacq.-Fél. ex Pellegr.
- Cassipourea adamii Jacq.-Fél.
- Cassipourea afzelii (Oliv.) Alston
- Cassipourea alternifolia Breteler
- Cassipourea annobonensis Mildbr. ex Alston
- Cassipourea avettae (Chiov.) Alston
- Cassipourea barteri (Hook.f. ex Oliv.) N.E.Br.
- Cassipourea brittoniana Fawc. & Rendle
- Cassipourea calimensis Cuatrec.
- Cassipourea carringtoniana Mendes
- Cassipourea celastroides Alston
- Cassipourea ceylanica (Gardner) Alston
- Cassipourea congensis R.Br. ex DC.
- Cassipourea delphinensis Capuron
- Cassipourea dinklagei (Engl.) Alston
- Cassipourea eketensis Baker f.
- Cassipourea ellipticifolia (Arènes) Capuron
- Cassipourea euryoides Alston
- Cassipourea evrardii Floret
- Cassipourea fanshawei Torre & A.E.Gonç.
- Cassipourea firestoneana Hutch. & Dalziel ex G.P.Cooper & Record
- Cassipourea flanaganii (Schinz) Alston
- Cassipourea floribunda Cuatrec.
- Cassipourea glomerata Alston
- Cassipourea gossweileri Exell
- Cassipourea guianensis Aubl.
- Cassipourea gummiflua Tul.
- Cassipourea hiotou Aubrév. & Pellegr.
- Cassipourea honeyi Alston
- Cassipourea huillensis (Engl.) Alston
- Cassipourea insignis (Engl.) Alston
- Cassipourea killipii Cuatrec.
- Cassipourea korupensis Kenfack & Sainge
- Cassipourea lanceolata Tul.
- Cassipourea lasiocalyx Alston
- Cassipourea le-testui Pellegr.
- Cassipourea leptoclada Tul.
- Cassipourea leptoneura Floret
- Cassipourea lescotiana J.-G.Adam
- Cassipourea louisii Liben
- Cassipourea madagascariensis (Thouars) DC.
- Cassipourea malosana (Baker) Alston
- Cassipourea microcarpa Tul.
- Cassipourea microphylla Tul.
- Cassipourea mollis (R.E.Fr.) Alston
- Cassipourea mossambicensis (Brehmer) Alston
- Cassipourea myriocarpa Tul.
- Cassipourea nana Breteler
- Cassipourea ndambiana Breteler
- Cassipourea ndando J.Léonard ex Floret
- Cassipourea nialatou Aubrév. & Pellegr.
- Cassipourea nodosa Alston
- Cassipourea obovata Alston
- Cassipourea obtusa Urb.
- Cassipourea ovata Tul.
- Cassipourea paludosa Hutch. & Dalziel ex Jacq.-Fél.
- Cassipourea parvifolia (Scott-Elliot) Stapf
- Cassipourea peruviana Alston
- Cassipourea phaeotricha Tul.
- Cassipourea plumosa (Oliv.) Alston
- Cassipourea pumila Floret
- Cassipourea rogersii (S.Moore) Alston
- Cassipourea rotundifolia (Engl.) Alston
- Cassipourea ruwensorensis (Engl.) Alston
- Cassipourea salvago-raggei Alston
- Cassipourea schizocalyx C.H.Wright
- Cassipourea sessiliflora (Baker) Alston
- Cassipourea spruceana Benth.
- Cassipourea subcordata Britton
- Cassipourea subsessilis Britton
- Cassipourea swaziensis Compton
- Cassipourea trichosticha Alston
- Cassipourea vilhenae Cavaco
- Cassipourea zenkeri (Engl.) Alston

Selon Tropicos (24 juillet 2017) (Attention liste brute contenant possiblement des synonymes) :
- Cassipourea abyssinica Alston
- Cassipourea acuminata Liben
- Cassipourea adamauensis Jacq.-Fél. ex Pellegr.
- Cassipourea adami Jacq.-Fél.
- Cassipourea africana Benth.
- Cassipourea afzelii (Oliv.) Alston
- Cassipourea alba Griseb.
- Cassipourea alternifolia Breteler
- Cassipourea annobonensis Mildbr. ex Alston
- Cassipourea avettae Alston
- Cassipourea barteri (Hook. f.) N.E. Br.
- Cassipourea belizensis Lundell
- Cassipourea brittoniana Fawc. & Rendle
- Cassipourea broadwayi Briq.
- Cassipourea caesia Stapf
- Cassipourea calimensis Cuatrec.
- Cassipourea carringtoniana Mendes
- Cassipourea celastroides Alston
- Cassipourea ceylanica Alston
- Cassipourea congoensis R. Br. ex DC.
- Cassipourea cubensis Urb.
- Cassipourea delphinensis Capuron
- Cassipourea dinklagei (Engl.) Alston
- Cassipourea eickii Alston
- Cassipourea eketensis Baker f.
- Cassipourea elliottii Alston
- Cassipourea elliptica (Sw.) Poir.
- Cassipourea ellipticifolia (Arènes) Capuron
- Cassipourea euryoides Alston
- Cassipourea evrardii Floret
- Cassipourea fanshawei Torre & A.E. Gonç.
- Cassipourea firestoneana Hutch. & Dalziel ex Cooper & Record
- Cassipourea flanaganii Alston
- Cassipourea floribunda Cuatrec.
- Cassipourea gerrardii Alston
- Cassipourea glabra Alston
- Cassipourea glomerata Alston
- Cassipourea gossweileri Exell
- Cassipourea guianensis Aubl.
- Cassipourea guildingii Briq.
- Cassipourea gummiflua Tul.
- Cassipourea hiotou Aubrév. & Pellegr.
- Cassipourea honeyi Alston
- Cassipourea huillensis (Engl.) Alston
- Cassipourea insignis Alston
- Cassipourea kamerunensis Alston
- Cassipourea killipii Cuatrec.
- Cassipourea korupensis Kenfack & Sainge
- Cassipourea lanceolata Tul.
- Cassipourea lasiocalyx Alston
- Cassipourea latifolia Alston
- Cassipourea le-testui Pellegr.
- Cassipourea leptoclada Tul.
- Cassipourea leptoneura Floret
- Cassipourea lescotiana J.-G. Adam
- Cassipourea louisii Liben
- Cassipourea macrodonta Standl.
- Cassipourea macrophylla DC.
- Cassipourea madagascariensis DC.
- Cassipourea malosana (Baker) Alston
- Cassipourea mannii Engl.
- Cassipourea mawambensis Alston
- Cassipourea microcarpa Tul.
- Cassipourea microphylla Tul.
- Cassipourea mildbraedii (Engl.) Alston
- Cassipourea mollis (R.E. Fr.) Alston
- Cassipourea mossambicensis (Brehmer) Alston
- Cassipourea myriocarpa Tul.
- Cassipourea nana Breteler
- Cassipourea ndambiana Breteler
- Cassipourea ndando J. Léonard ex Floret
- Cassipourea nialatou Aubrév. & Pellegr.
- Cassipourea nodosa Alston
- Cassipourea obovata Alston
- Cassipourea obtusa Urb.
- Cassipourea ovata Tul.
- Cassipourea paludosa Hutch. & Dalziel ex Jacq.-Fél.
- Cassipourea paradoxa Alston
- Cassipourea parvifolia (Scott-Elliot) Stapf
- Cassipourea parvifolium (Scott-Elliot) Stapf
- Cassipourea peruviana Alston
- Cassipourea phoeotricha Tul.
- Cassipourea plumosa Alston
- Cassipourea podantha Standl.
- Cassipourea poeppigii Briq.
- Cassipourea pumila Floret
- Cassipourea quadrilocularis Spruce ex Benth.
- Cassipourea redslobii Engl.
- Cassipourea rogersii (S. Moore) Alston
- Cassipourea rotundifolia Alston
- Cassipourea ruwensorensis Alston
- Cassipourea salvagoraggei Alston
- Cassipourea schizocalyx C.H. Wright
- Cassipourea sericea Alston
- Cassipourea serrata Benth.
- Cassipourea sessiliflora (Baker) Alston
- Cassipourea spruceana Benth.
- Cassipourea subcordata Britton
- Cassipourea subsessilis Britton
- Cassipourea swaziensis Compton
- Cassipourea thomassetii Alston
- Cassipourea toroensis Prance
- Cassipourea trichosticha Alston
- Cassipourea ugandensis (Stapf) Engl.
- Cassipourea ulei Briq.
- Cassipourea undulata Prance
- Cassipourea verticillata N.E. Br.
- Cassipourea vilhenae Cavaco
- Cassipourea zenkeri Alston